# 内秀站
内秀站（：／ Naesu yeok */?）是位于韩国忠清北道清原郡内秀邑内秀里的一个车站，属于忠北线。

## 历史
- 1923年5月1日 - 落成使用。

## 相鄰車站
韓國鐵道公社
忠北線
清州機場－內秀－曾坪